# フアン・ヒネス・デ・セプルベダ

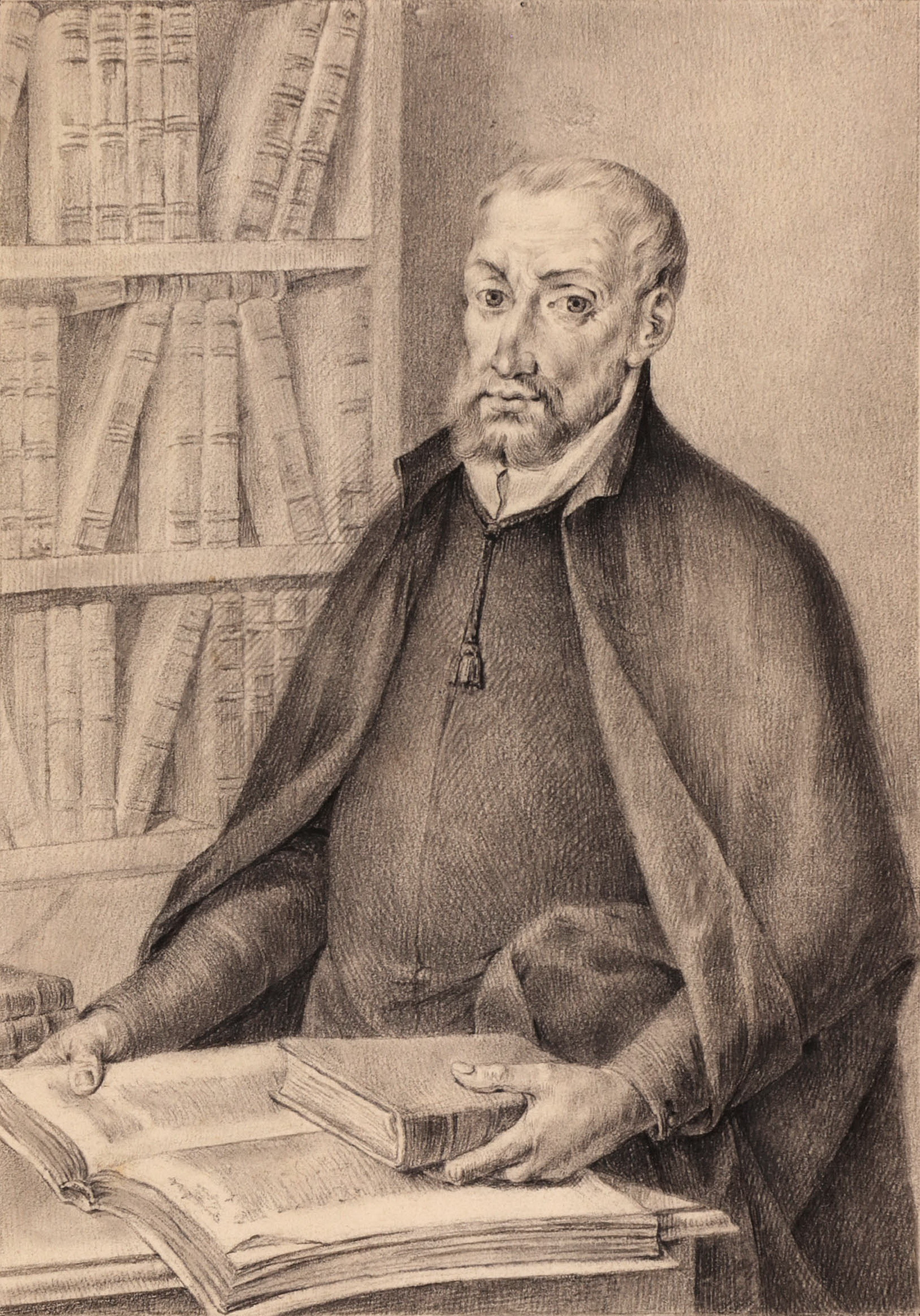
セプルベダ

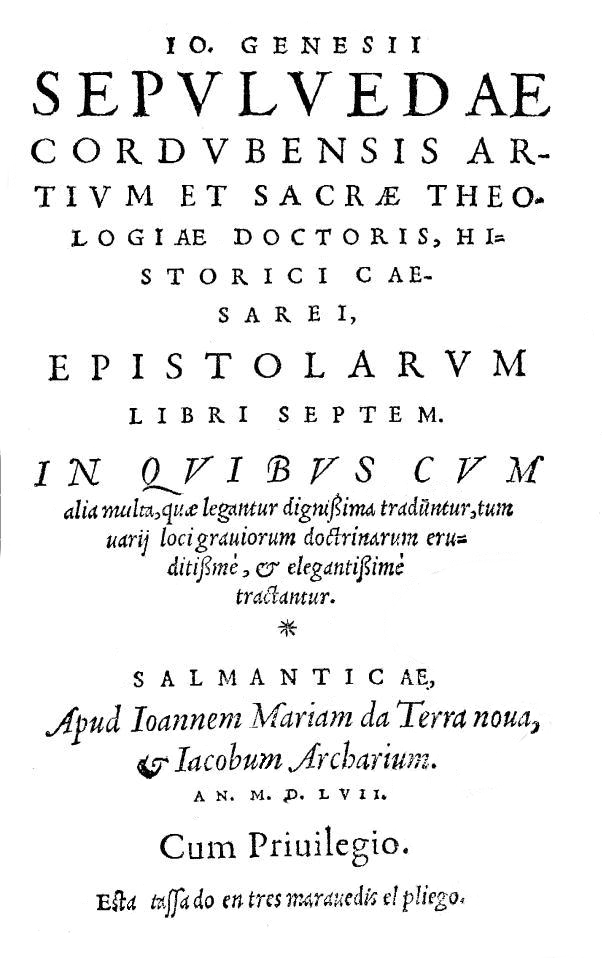
Epistolarum libri septem (1557).

フアン・ヒネス・デ・セプルベダ（Juan Ginés de Sepúlveda / 1489年 – 1573年）はルネサンス期スペインの神学者・哲学者。インディアス先住民問題をめぐるバリャドリッド論争でラス・カサスと対決した人物として知られる。

## 業績
当時としては屈指のアリストテレス学者として知られ、アリストテレスの「先天的奴隷人説」をインディオ（インディアス先住民）に適用、劣等で野蛮な異教徒のインディオから土地・自由・財産を奪うことは正当であると主張した著書『第2のデモクラテス』を刊行しようとスペイン国王カルロス5世に出版許可を求めたが、サラマンカ学派の神学者により妨害された。そしてラス・カサスの訴えによりインディオ統治のための審議会が1550年から翌1551年にかけてバリャドリッドで開かれる（バリャドリッド論争）と、セプルベダはこの審議会で、インディオの権利を主張し彼の著作の出版に反対するラス・カサスと対決することになったが、論争自体はおおむねセプルベダの劣勢に終わり、出版許可は与えられなかった。

## 主著
- 『第2のデモクラテス』（Democrates, sive de justi belli causis, 1544）
  - セプールベダ『第二のデモクラテス 戦争の正当原因についての対話』染田秀藤訳、岩波文庫、2015年。ISBN 400-3349717
- 『アポロギア』（Apologia, pro libro de justis belli causis, 1555）

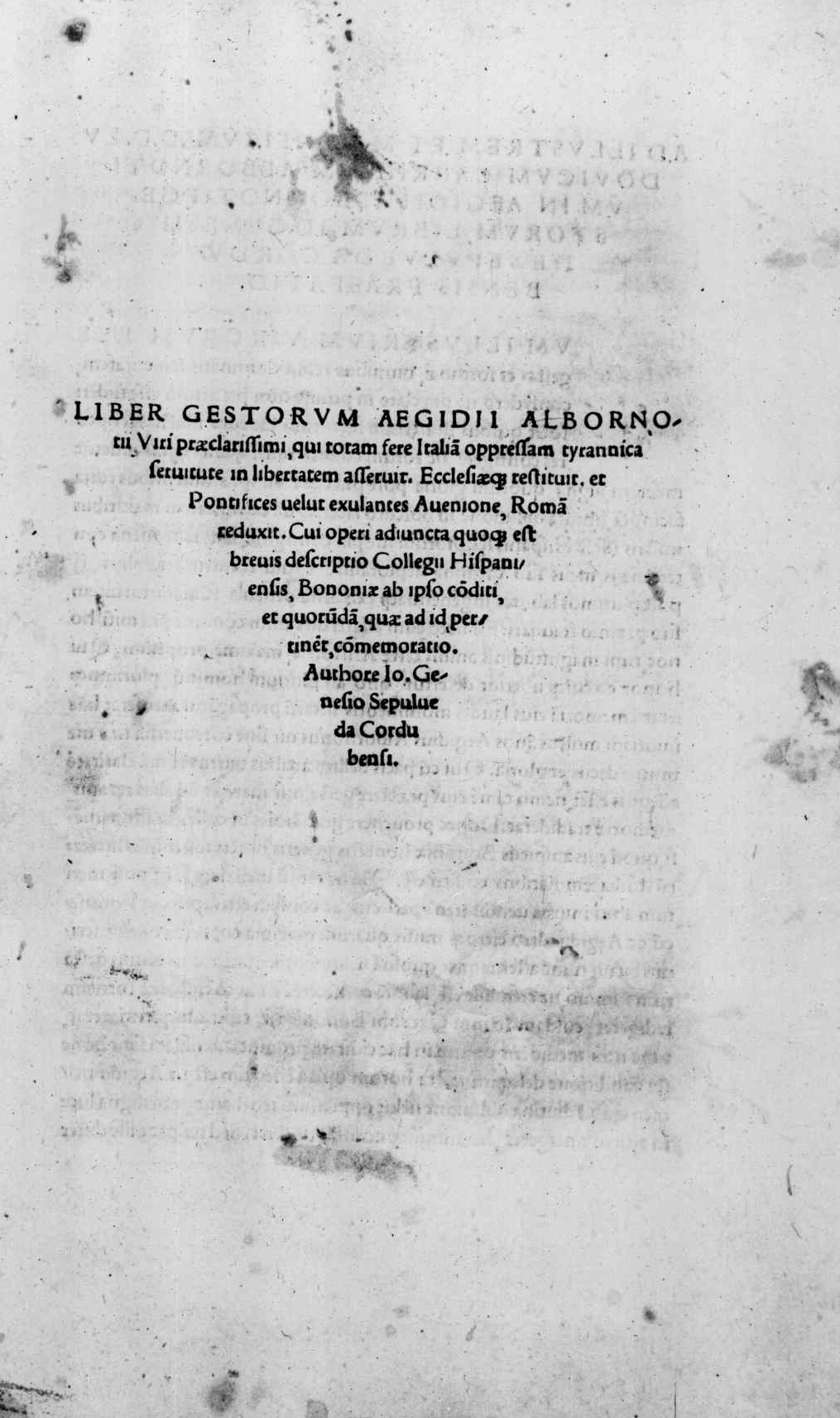
Liber gestorum Aegidii Albornotii, 1521